# Saint-Benoît, Vienne
Saint-Benoît är en kommun i departementet Vienne i regionen Nouvelle-Aquitaine i västra Frankrike. Kommunen ligger i kantonen Poitiers 4e Canton som tillhör arrondissementet Poitiers. År 2022 hade Saint-Benoît 7 306 invånare.

## Befolkningsutveckling
Antalet invånare i kommunen Saint-Benoît
| Referens: INSEE |